# Copa del Generalíssim de futbol 1951-52
La Copa del Generalíssim de futbol 1951-52 va ser la 48ena edició de la Copa d'Espanya.

## Vuitens de final
17 i 20 d'abril. Exempts: Real Oviedo CF i CD Málaga.
| Equip 1                 | Global | Equip 2                | Anada | Tornada |
| ----------------------- | ------ | ---------------------- | ----- | ------- |
| Reial Valladolid        | 9-5    | Deportivo de La Coruña | 6-2   | 3-3     |
| Celta de Vigo           | 2-5    | Reial Madrid CF        | 2-3   | 0-2     |
| Club Athletic de Bilbao | 3-4    | Real Zaragoza CD       | 3-0   | 0-4     |
| RCD Espanyol            | 1-1    | Reial Societat         | 0-0   | 1-1     |
| Club Atlético de Madrid | 3-9    | FC Barcelona           | 2-4   | 1-5     |
| Sevilla CF              | 3-3    | València CF            | 3-1   | 0-2     |

- Desempat

| Equip 1      | Marcador | Equip 2        |
| ------------ | -------- | -------------- |
| RCD Espanyol | 2-4      | Reial Societat |
| Sevilla CF   | 1-3      | València CF    |

## Quarts de final
27 d'abril i 4 de maig.
| Equip 1          | Global | Equip 2          | Anada | Tornada |
| ---------------- | ------ | ---------------- | ----- | ------- |
| Reial Madrid CF  | 7-3    | Real Oviedo CF   | 6-3   | 1-0     |
| Reial Societat   | 1-1    | Reial Valladolid | 0-0   | 1-1     |
| Real Zaragoza CD | 3-6    | València CF      | 1-3   | 2-3     |
| CD Málaga        | 1-13   | FC Barcelona     | 0-7   | 1-6     |

- Desempat

| Equip 1        | Marcador | Equip 2          |
| -------------- | -------- | ---------------- |
| Reial Societat | 1-2      | Reial Valladolid |

## Semifinals
11 i 18 de maig.
| Equip 1      | Global | Equip 2          | Anada | Tornada |
| ------------ | ------ | ---------------- | ----- | ------- |
| València CF  | 3-2    | Reial Madrid CF  | 2-1   | 1-1     |
| FC Barcelona | 6-3    | Reial Valladolid | 5-0   | 1-3     |

## Final
| FC Barcelona                                    | 4 - 2 | València CF     |
| ----------------------------------------------- | ----- | --------------- |
| Basora 40' · Vila 72' · Kubala 96' · César 119' |       | Badenes 1', 28' |

## Campió
| Campions de la Copa d'Espanya 1952 |
| ---------------------------------- |
| Futbol Club Barcelona 11è títol    |